# Округ Мари (Оклахома)
Мари (енгл. Murray County) је округ у америчкој савезној држави Оклахома.

## Демографија
По попису из 2010. године број становника је 13.488, што је 865 (6,9%) становника више него 2000. године.
| Група             | 2000.         | 2010.          |
| Белци             | 9.998 (79,2%) | 10.241 (75,9%) |
| Афроамериканци    | 240 (1,9%)    | 178 (1,3%)     |
| Азијати           | 41 (0,3%)     | 48 (0,4%)      |
| Хиспаноамериканци | 397 (3,1%)    | 662 (4,9%)     |
| Укупно            | 12.623        | 13.488         |